# Employer branding
Employer branding je disciplína, zabývající se vytvářením atraktivní značky zaměstnavatele.

## Značka zaměstnavatele
Značka zaměstnavatele (Employer Brand) vzniká bez jeho přičinění v myslích lidí, kteří ve firmě pracují, pracovali a nebo teprve pracovat chtějí. Jde vlastně o pověst firmy na trhu práce – vyjadřuje, jak atraktivní je práce v dané společnosti. Tvoří ji myšlenky, pocity a očekávání získané díky předchozí zkušenosti s danou firmou v roli zaměstnavatele. Disponuje jí každá firma a pokud je zkušenost pracovníků pozitivní, je firemní značka zaměstnavatele vnímána jako atraktivní, což následně pomáhá firmám udržet si a přitáhnout motivované, a proto přínosné zaměstnance.
Vytváření značky zaměstnavatele je dlouhodobý a nepřetržitý proces a spočívá v systematickém vytváření a sdílení pozitivní zaměstnanecké zkušenosti. Hlavním nástrojem je promyšlená personální komunikace se současnými, budoucími i bývalými zaměstnanci firmy.

## Statistiky
- 50 % uchazečů řeklo, že by nepracovalo pro společnost se špatnou pověstí, i kdyby nabízela nadstandardní podmínky
- 75 % uchazečů o zaměstnání hledá informace o firemní kultuře ještě před tím, než se do výběrového řízení vůbec přihlásí
- 84 % kandidátů by zvažovalo opuštění stávajícího zaměstnavatele, pokud by obdrželo pracovní nabídku od společnosti s lepší reputací